# Holopogon priscus
Holopogon priscus är en tvåvingeart som först beskrevs av Johann Wilhelm Meigen 1820.  Holopogon priscus ingår i släktet Holopogon och familjen rovflugor. Inga underarter finns listade i Catalogue of Life.